# Rhynchomys tapulao
Rhynchomys tapulao (Ринхомис Тапулао) — вид своєрідних гризунів родини мишеві (Muridae).

## Опис
Гризун середніх розмірів, з довжиною голови і тіла між 164 і 188 мм, довжина хвоста між 120 і 128 мм, довжина стопи між 38 і 40 мм, довжина вух від 24 до 25 мм і вага до 156 гр.
Хутро густе. Верх золотисто-коричневого кольору, а низ білий. Деякі особини мають сірі плями на животі. Вуса довгі. Вуха великі. Хвіст коротший, ніж голова і тіло, темний вище.

## Поширення
Відомий тільки з типової місцевості на горі Тапулао, провінція Замбалес, острів Лусон (Філіппіни). Вид був записаний в моховому лісі на 2024 м, поблизу піку гори Тапулао.

## Звички
Вид, здається, нічно-сутінковий і зустрічаються в природі при низьких щільностях. Шлунки двох зразків містили фрагменти дощових черв'яків, багатоніжок, коллембол, турунів (Staphylinidae) і непізнаний личинок комах.

## Загрози та охорона
Гірські місця проживання, не знаходяться під серйозною загрозою від рубок або в сільському господарстві, але плани з видобутку порід в Замбалес представляють деякі підстави для занепокоєння. Гори Замбалес не мають охоронних районів.